# Diclidanthera
Diclidanthera é um género botânico pertencente à família Polygalaceae.

## Espécies
- Diclidanthera bolivoriana
- Diclidanthera brevifolia
- Diclidanthera elliptica
- Diclidanthera laurifolia